# Earn’s Heugh

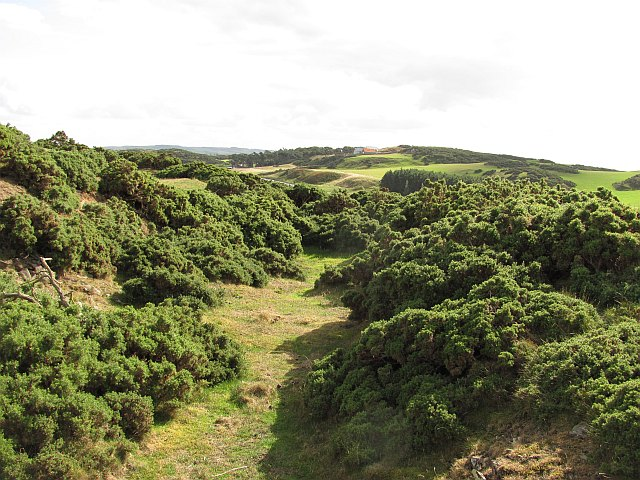
Hillfort nahe der Bruchkante

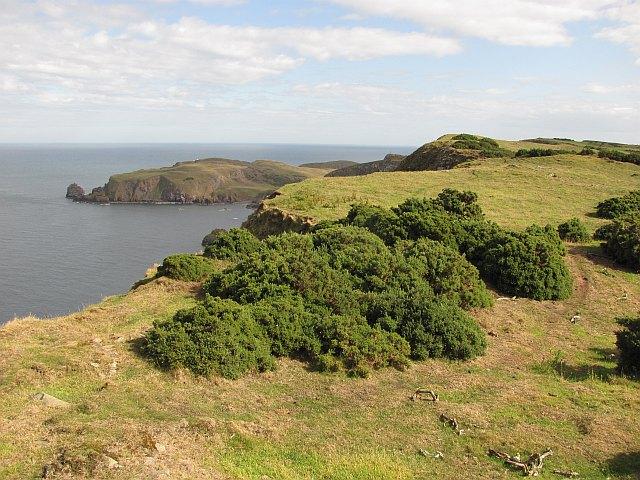
Die Abbruchkante unterhalb des Tun Law

Die beiden einst ovalen oder D-förmigen Hill- oder Promontory Forts von Earn’s Heugh (auch Tunlaw bank genannt) liegen an der Nordseeküste am Berg Tun Law, nordöstlich von Coldingham in Berwickshire in den Borders in Schottland.
Einiges dieser Doppelfortanordnung ging durch Küstenerosion verloren, aber vermutlich wurde das 150 m hohe Cliff von Anbeginn an als seeseitige Grenze genutzt. Jedes der beiden sich überschneidenden eisenzeitlichen oder bronzezeitlichen Forts scheint mindestens zweiphasig genutzt worden zu sein. Zuerst wurde ein einziger Wall und Graben errichtet, der dann durch die Hinzufügung von zwei äußeren Wällen mit zwischenliegendem Graben, im auf etwa 78,0 m erweiterten westlichen Fort den Wall des östlichen Forts überlagerte. Die Restwälle sind im westlichen Fort zwischen 1,4 und 1,8 m im östlichen zwischen 0,6 und 1,6 m hoch.
Spuren von Steinhäusern aus dem 2. bis 4. Jahrhundert sind auf einem Areal von 55 × 30 m im westlichen Fort sichtbar und die Ausgrabung durch Vere Gordon Childe (1892–1957) im Jahre 1931 ergab römische Artefakte.
Die Zwillingseinhegungen sind denen des 11,0 km entfernten eisenzeitlichen Promontory Fort vom Chester Hill ähnlich.